# 名古屋山三郎
名古屋三郎（1572年／1576年—1603年6月12日）是安土桃山時代的武將。蒲生氏、森氏的家臣。父親是名古屋高久。
名古屋氏是名越氏（名越流北條氏）的子孫。母親是織田氏的親戚，所以曾使用織田九右衛門的名字。他也是戰國時期著名的美男子，傳聞與出雲阿國交往，兩人一同被當作是歌舞伎的始祖。

## 生平

### 蒲生家臣時期
在尾張國那古野（現今名古屋市）出生，家中次男。最初與母親一同在京都的建仁寺居住，在15歳時被蒲生氏鄉發現而召為小姓（『氏鄉記』）（一說此前曾仕於織田信包）。參加九州征伐和小田原征伐。在天正18年（1590年）攻略陸奧國名生城和天正19年（1591年）的九戶政實之亂中，多次成為一番槍（第一個衝進敵陣），因為這些功績而加增2千石。

### 離開蒲生家後
文祿4年（1595年），在氏鄉死去後，離開蒲生氏並成為浪人。在京都四條附近出家，改名為宗圓並進入大德寺，不過之後不久就還俗，並成為妹夫森忠政的家臣。受到忠政喜愛，因為相貌美好，而且對茶道以及和歌都有深厚的見識，於是被任命為饗應役並被賜予5千石所領（後來加增至5千3百石）。而且因為兩個妹妹分別是森家的重臣小澤彦八和各務正休的妻子，所以在森家中持有很大的發言力，不過與同僚井戶宇右衛門的關係惡劣，雙方曾多次發生爭執。

### 森家臣時期
慶長8年（1603年），忠政因為在關原之戰的戰功，被移封至美作國津山藩，並計劃在院庄建立新的城池。此時，顯現出想殺死宇右衛門的舉動，不過因為忠政的命令而停止，被忠政賜予名刀（『關原軍記大成』）。此後，在工事現場遇到宇右衛門，與對方爭執，更拔刀並襲擊宇右衛門，卻反遭宇右衛門一刀斬倒，而宇右衛門亦被在場的森家家臣當場斬殺。享年28歲（『氏鄉記』）或32歲（『森家先代實錄』）。遺體被埋葬在現場的北側，而宇右衛門的遺體則被埋葬在南側，並在該地點種植松樹作為墓標，這棵松樹現今還在現場並被稱為「白眼合松」。墓所在高桐院。
兒子藏人在後來離開森家，被前田利常以3千石登用，子孫成為加賀藩藩士，代代改稱名越氏。

## 逸話
- 在攻略名生城的一揆時，穿著白綾赤裏的具足（日语：具足）、深紅色的羽織，並高舉長槍衝進城中，立下一番槍並取得首級。這件被人以小和歌記下。

- 擁有罕見的美貌，最初被蒲生氏鄉看見時還以為是少女，更為了迎娶而調到自己身邊（『氏鄉記』）。

- 精通遊藝的伊達男（日语：伊達男），亦有許多風流傳聞，甚至有「山三郎和淀殿的兒子就是豐臣秀賴」的傳言。

- 細川幽齋亦為宗圓作下的和歌，讚賞山三郎即使穿著粗劣的薄衣，都像能像錦上的墨畫一樣。

## 登場作品
電影
- 『柳生一族的陰謀（日语：柳生一族の陰謀）』（東映，1978年，演員：原田芳雄）

電視劇
- 『關原 (電視劇)（日语：関ヶ原 (テレビドラマ)）』（TBS，1981年，演員：三浦洋一）